# Anselmo Guinea
Anselmo Guinea y Ugalde (Bilbao, 1 de abril de 1854-Bilbao, 10 de junio de 1906) fue un pintor, acuarelista y muralista español, con destacados trabajos en edificios públicos bilbaínos como la biblioteca de Bidebarrieta, el Palacio Foral, el palacio Chávarri y como pintor de vidrieras en el palacio de Ibaigane.

## Biografía

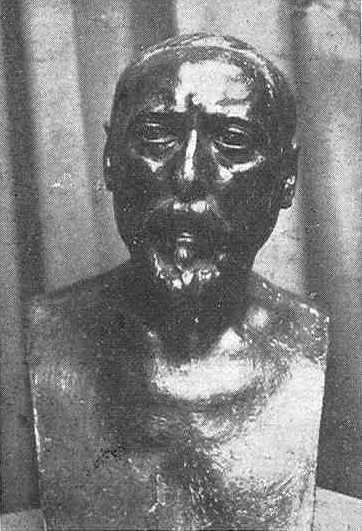
«Busto-retrato del pintor Guinea, por el malogrado escultor Mogrobejo» (La Esfera, 1916)

Nacido en la bilbaína calle de Ripa, comenzó su instrucción en Madrid, asistiendo al taller de Federico de Madrazo. Al regresar en 1876 a su ciudad natal, optó a la cátedra de dibujo de la Escuela de Artes y Oficios, siendo titular de la misma hasta su fallecimiento. 
En 1890 viajó en compañía de Manuel Losada a París, asistiendo a clases en la academia Gerveix, donde toma contacto con las corrientes impresionistas que se afianzan en la capital francesa. En Roma completó su formación y, desde allí, presentó obras con asiduidad a las diferentes Exposiciones Nacionales de Bellas Artes.

## Selección de obras
- Autorretrato (cp), 1875.
- Fábrica Del Carmen vista desde Erandio (El horno del Carmen, visto desde Erandio) , 1877.
- Retrato de Iparraguirre (Casa de Juntas de Guernica), 1877.
- Juan Zuria jurando defender la independencia de Bizkaia (Casa de Juntas de Guernica), 1882.
- Recuerdos de Capri (La Tarantella)  (Museo de Bellas Artes de Bilbao), 1884.
- Regreso de la fiesta (Colección BBVA), 1885.
- Pescadora (cp), 1888.
- Antón el de los cantares, 1889.
- Idilio en Arratia (Museo de Bellas Artes de Bilbao), 1889.
- El pilluelo (El pillo) (Museo San Telmo), 1889.
- La sirga (cp), 1892.
- La sirga de frente (cp), 1893.
- Recolección de la manzana (Colección Iberdrola), 1893.
- La salla del maíz (Museo de Bellas Artes de Bilbao), 1893.
- Avenue de Clichy (cp), 1895.
- Moulin Rouge (cp), 1895.
- Mariscadores en la ría (cp), c. 1896.
- Ribera de Zorrotzaurre (cp), 1896.
- Arratianos (cp), c. 1896.
- Aguadora (cp), 1896.
- ¡Cristiano! (Palacio Foral de Bilbao; actualmente en Museo de Bellas Artes de Bilbao), 1897.
- Responso (MNAC), 1898.
- Pascua florida (Museo de Bellas Artes de Bilbao), 1899.
- Rescate de la lancha Josephita (Itsasmuseum Bilbao), 1900.
- Aurresku -acuarela- (Museo de Bellas Artes de Álava), 1900.
- Alegoría de Bizkaia (vidriera en el Palacio Foral de Bilbao), 1900.
- Alegoría de la Justicia (Palacio Foral de Bilbao), 1901.
- Gente. Un puente en Roma (Museo de Bellas Artes de Bilbao), 1904.
- El matrimonio de un faraón

## Galería

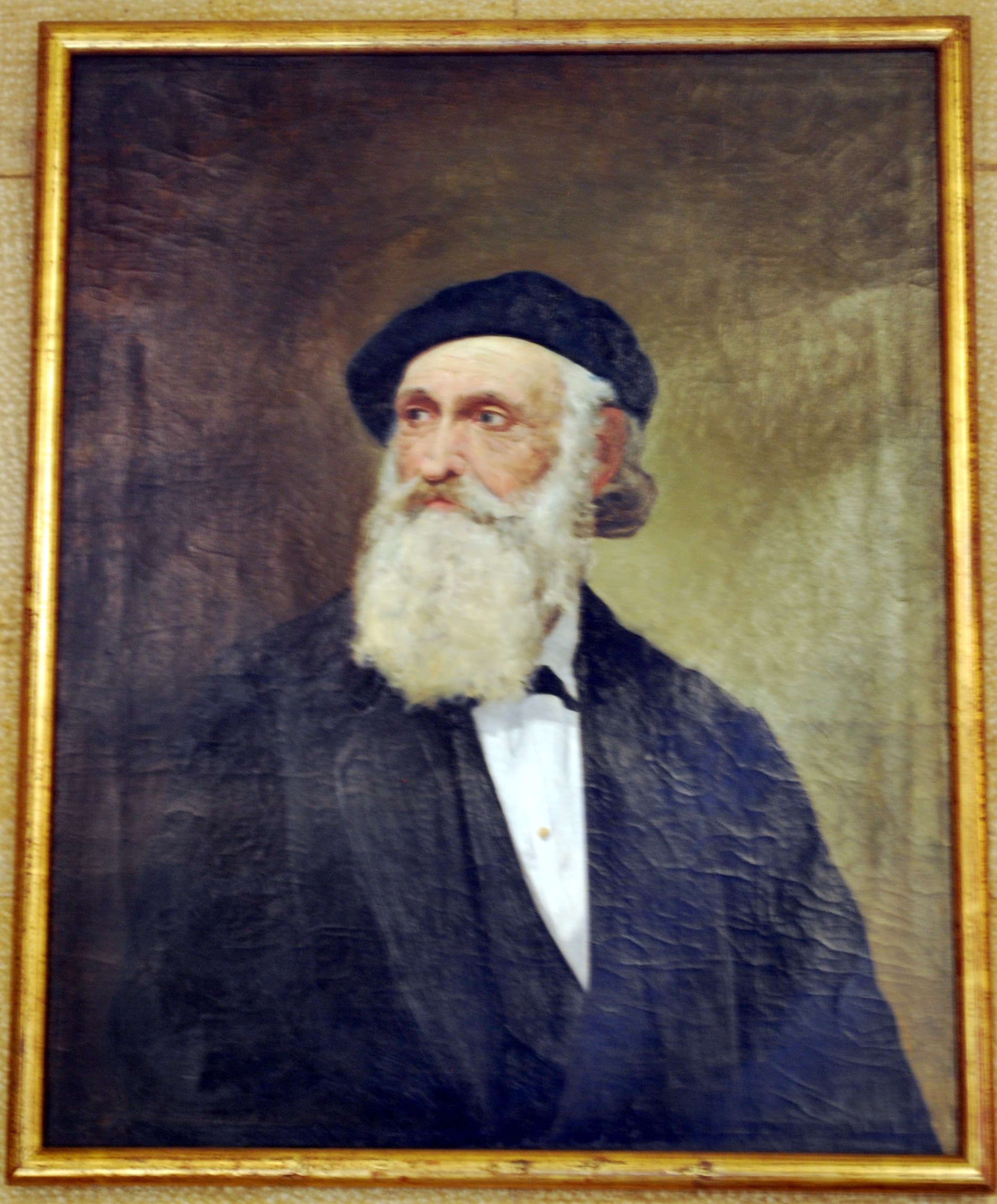
Retrato de Iparraguirre (Casa de Juntas de Guernica), 1877
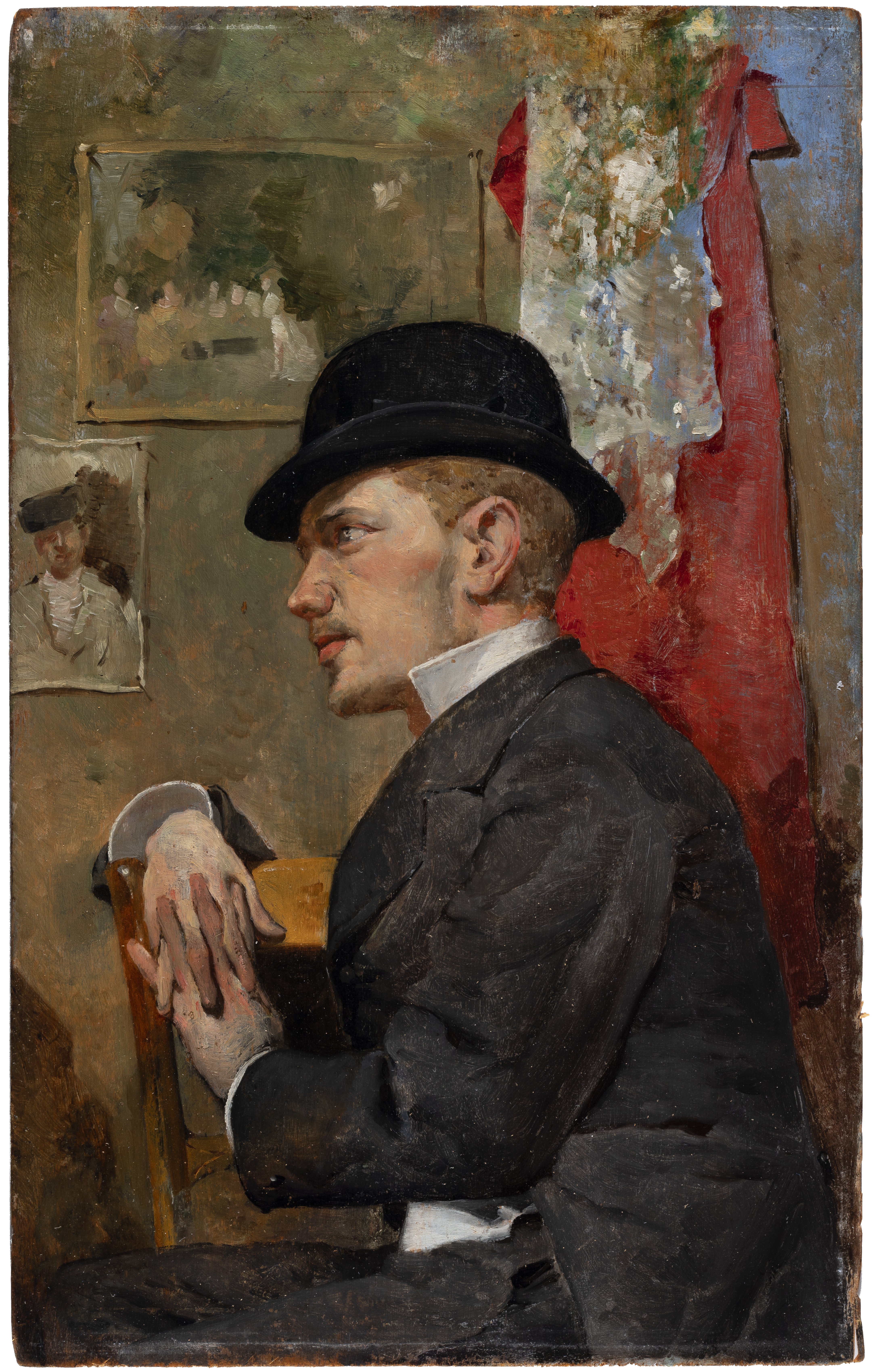
Retrato de Juan Rochelt (Museo de Bellas Artes de Bilbao), c.1880
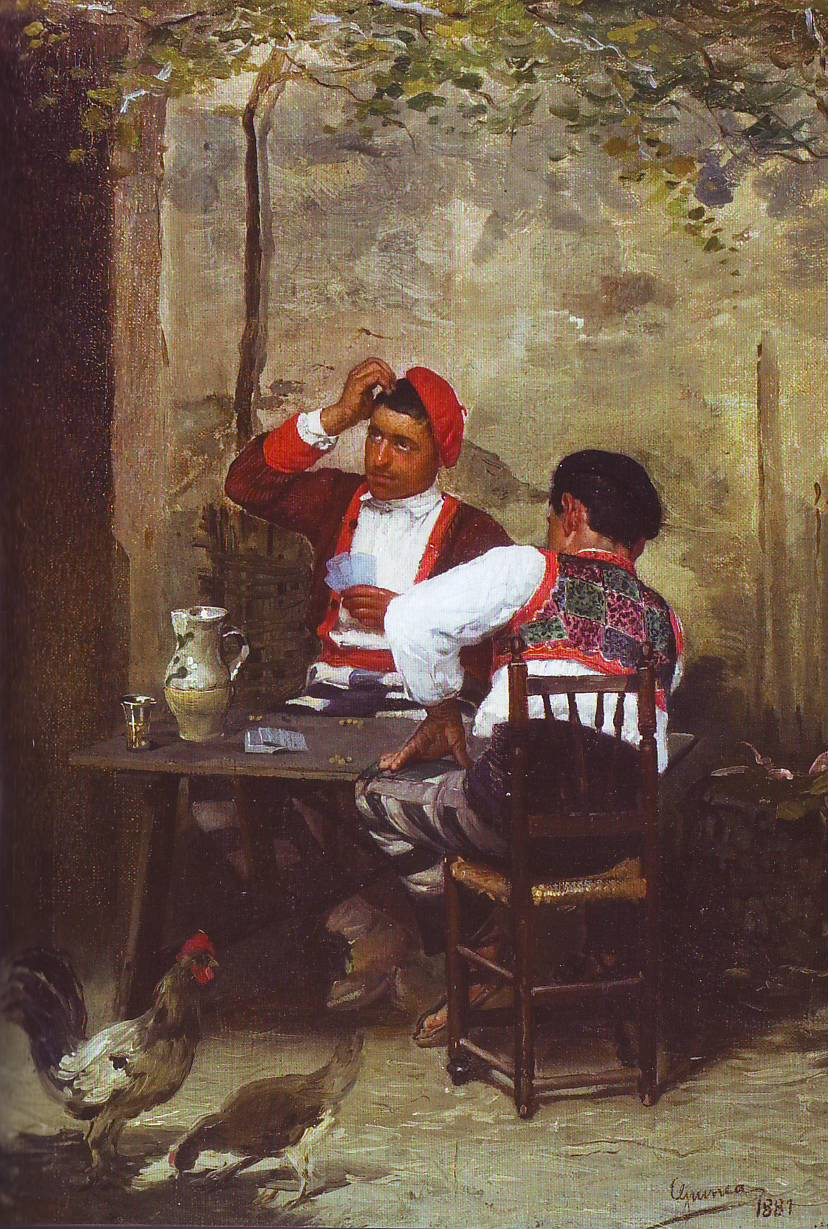
Partida de cartas o Jugadores de mus (cp), 1881
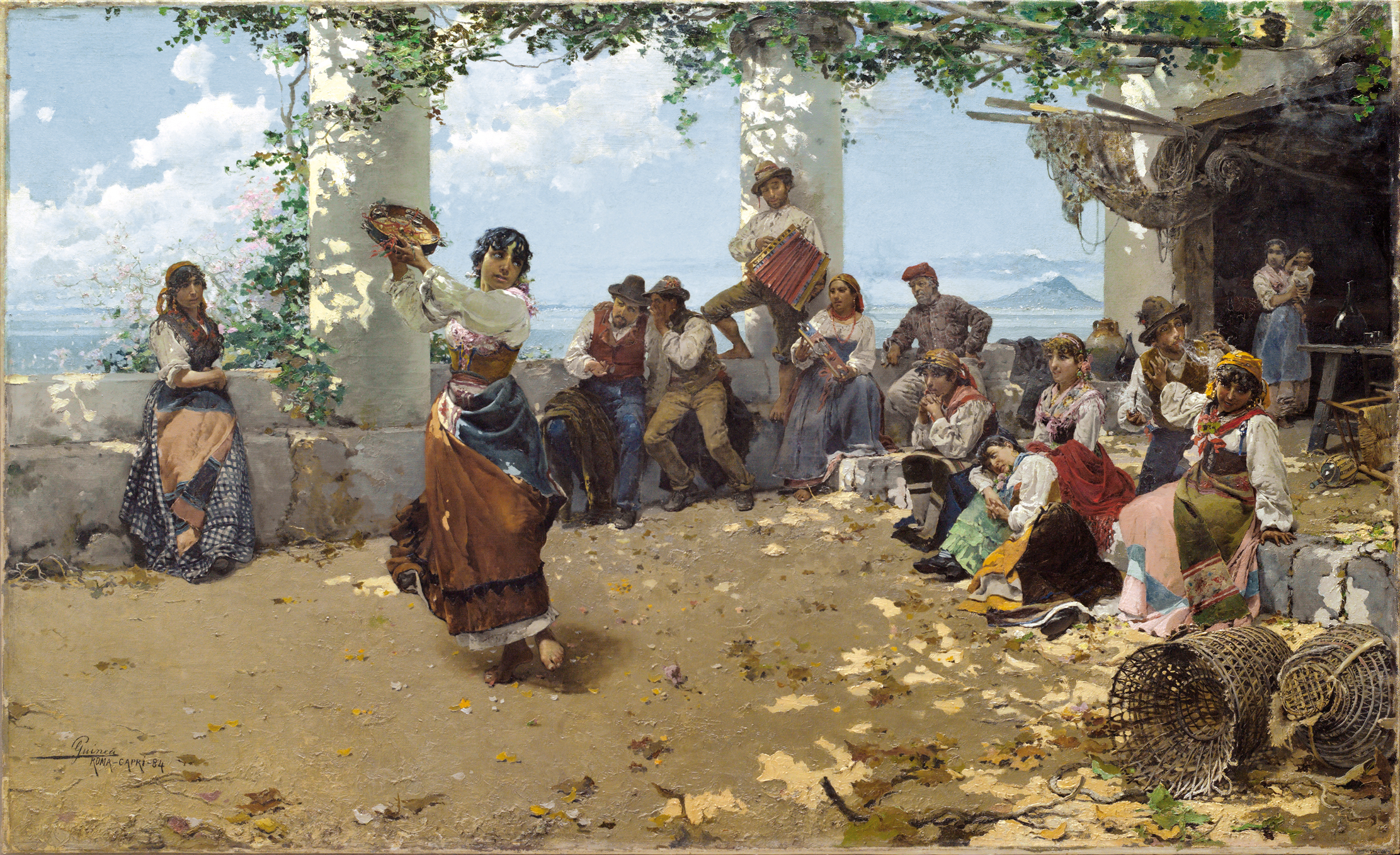
Recuerdos de Capri (Museo de Bellas Artes de Bilbao), 1884
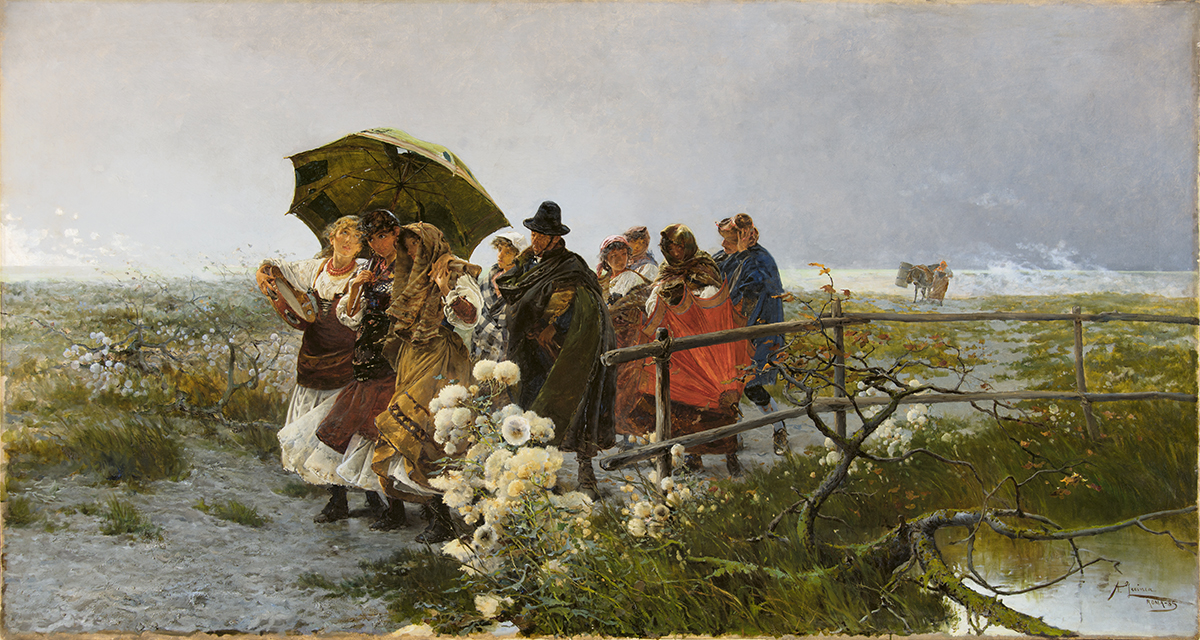
Regreso de la fiesta (Colección BBVA), 1885
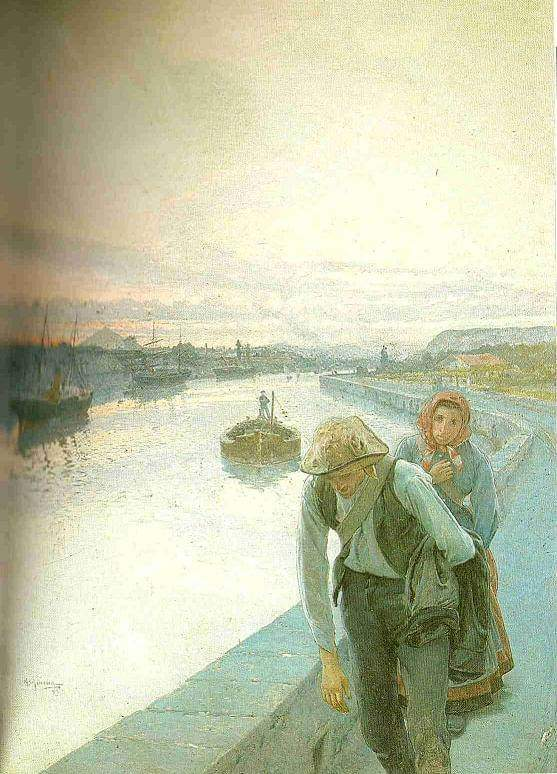
La sirga de frente (cp), 1893
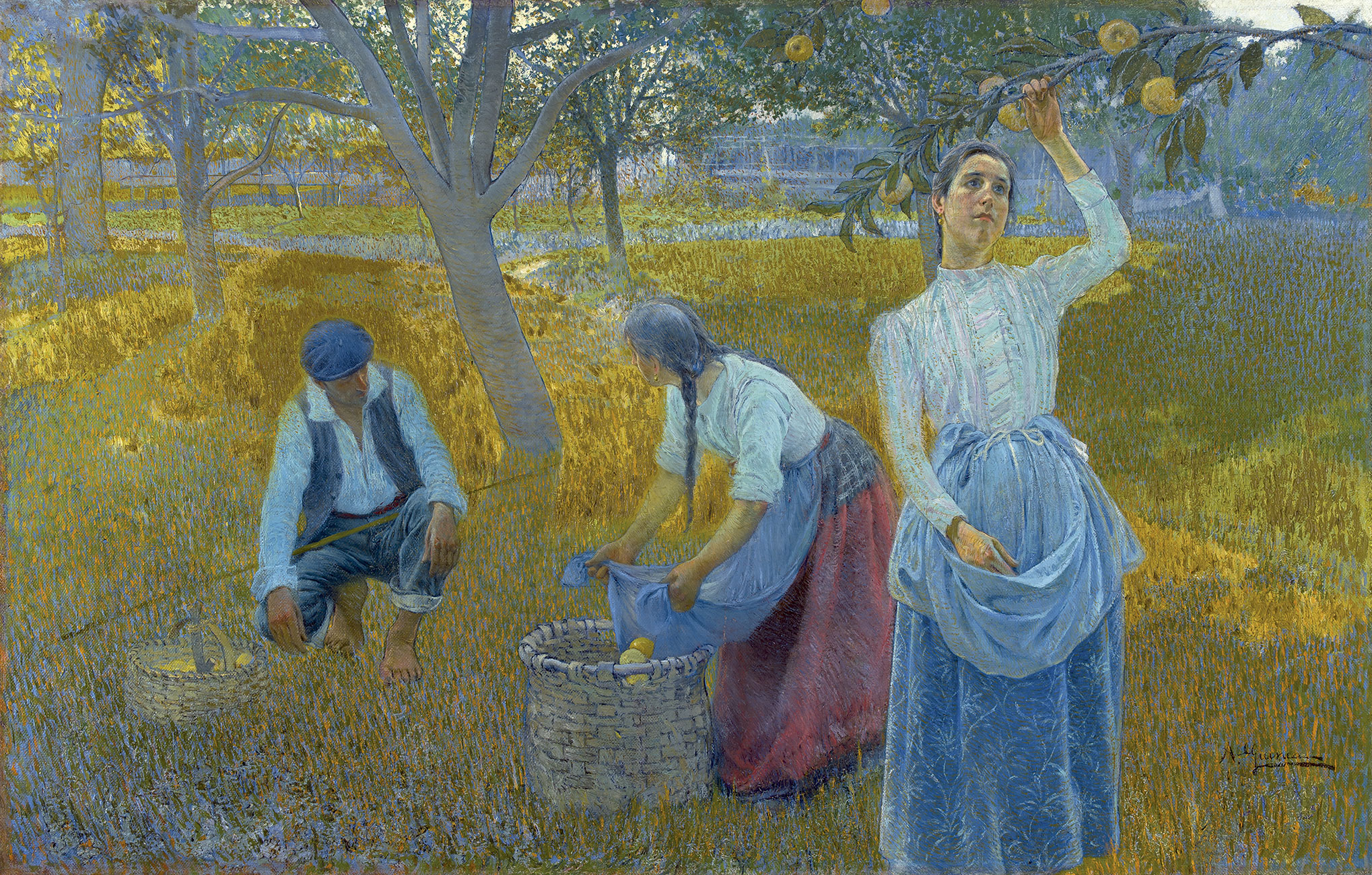
Recolección de la manzana (Colección Iberdrola), 1893
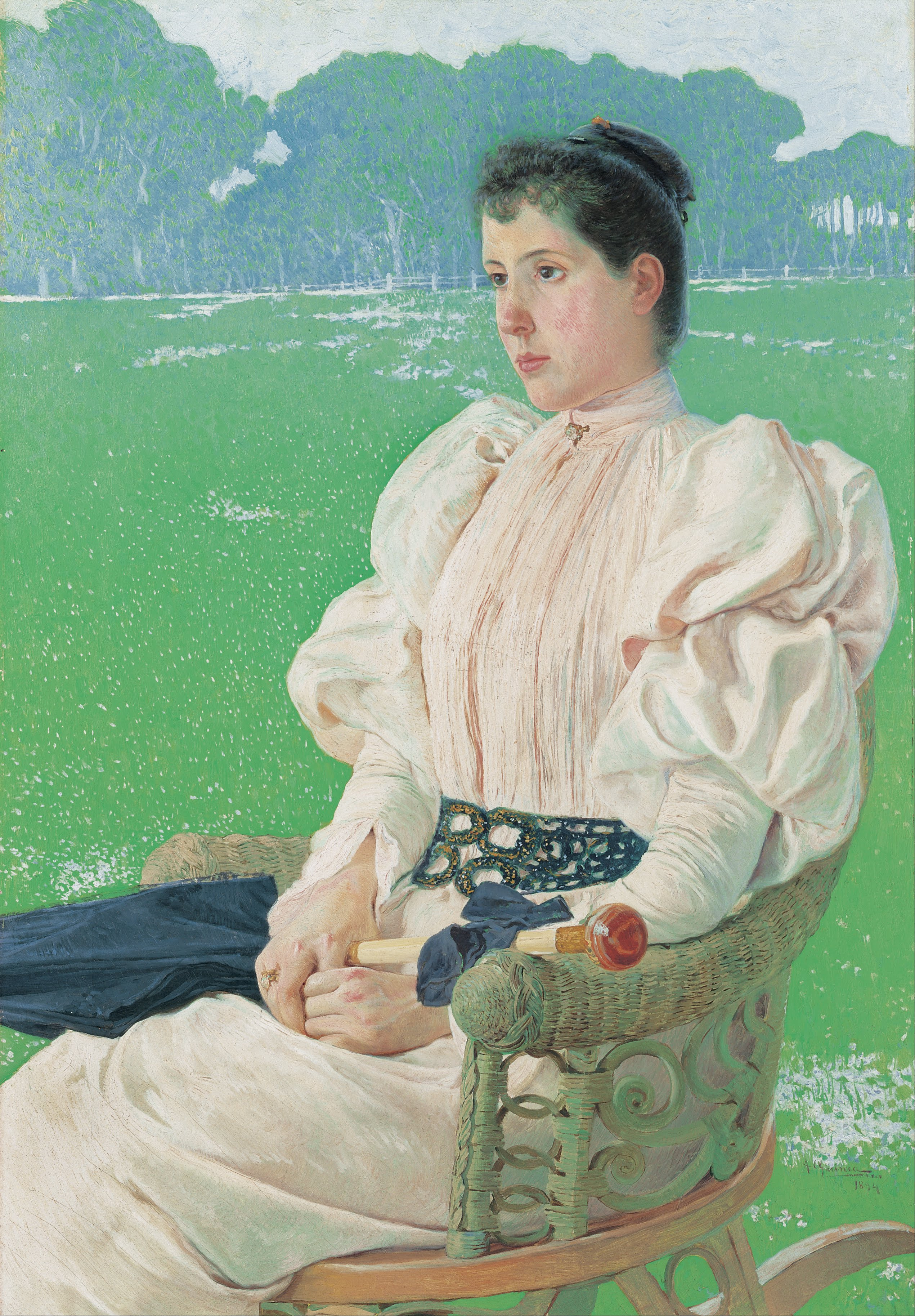
Retrato de una dama (Museo de Bellas Artes de Bilbao), 1894
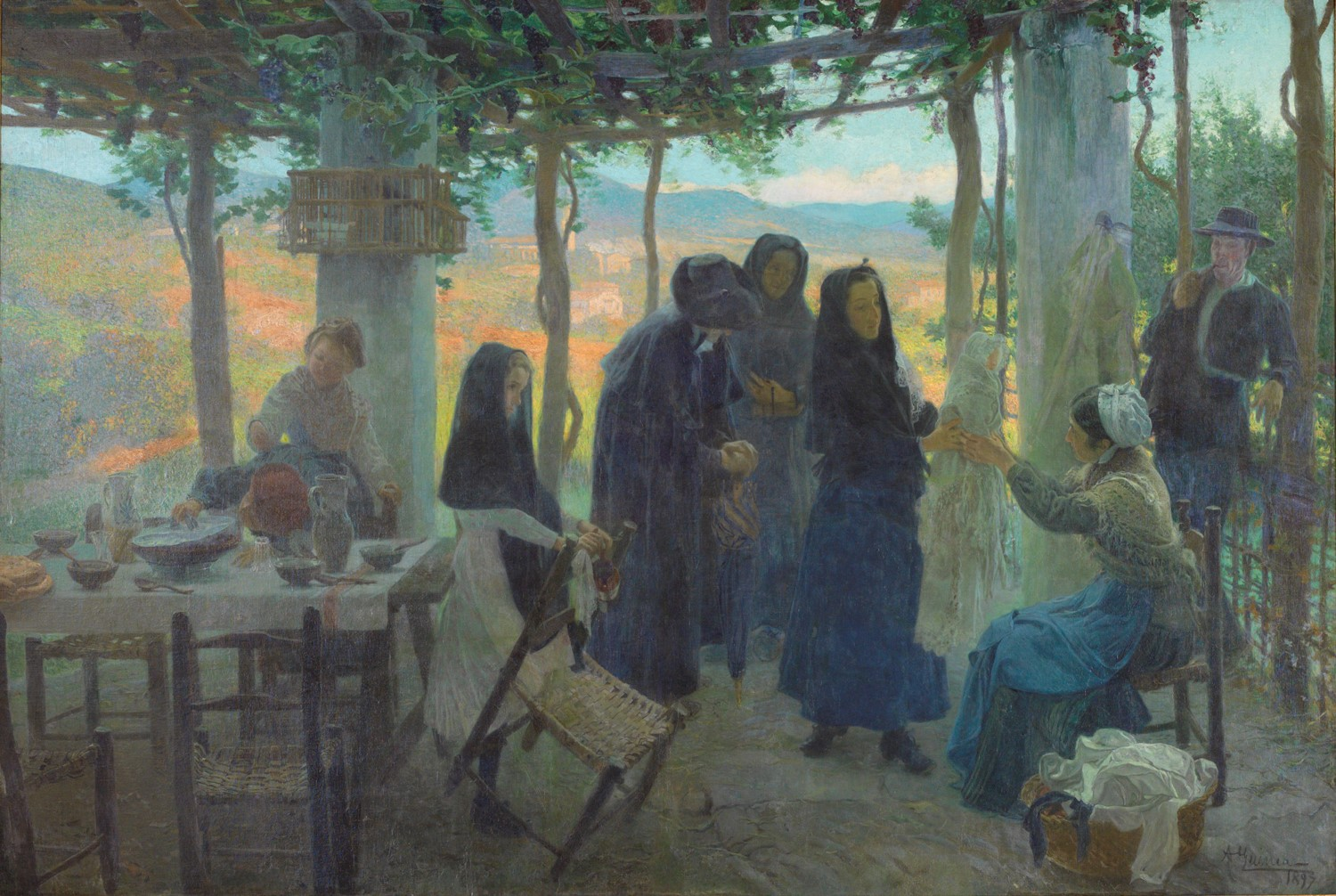
¡Cristiano! (Museo de Bellas Artes de Bilbao), 1897
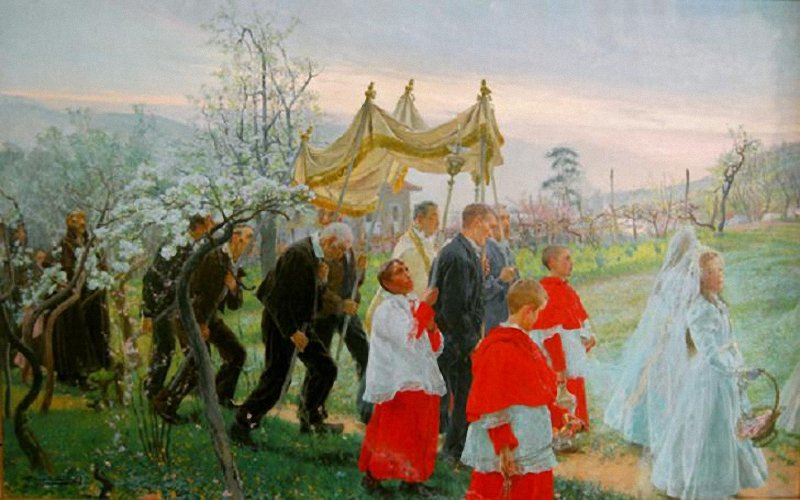
Pascua florida (Museo de Bellas Artes de Bilbao), 1899
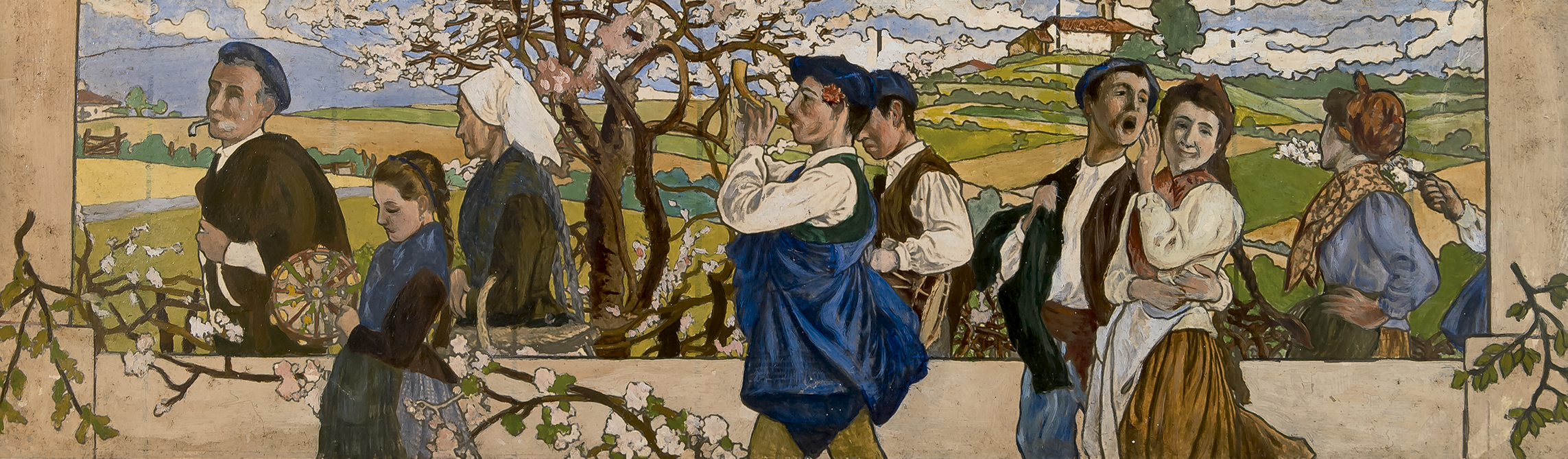
Boceto para las vidrieras del Palacio Ibaigane (Colección Iberdrola), 1900
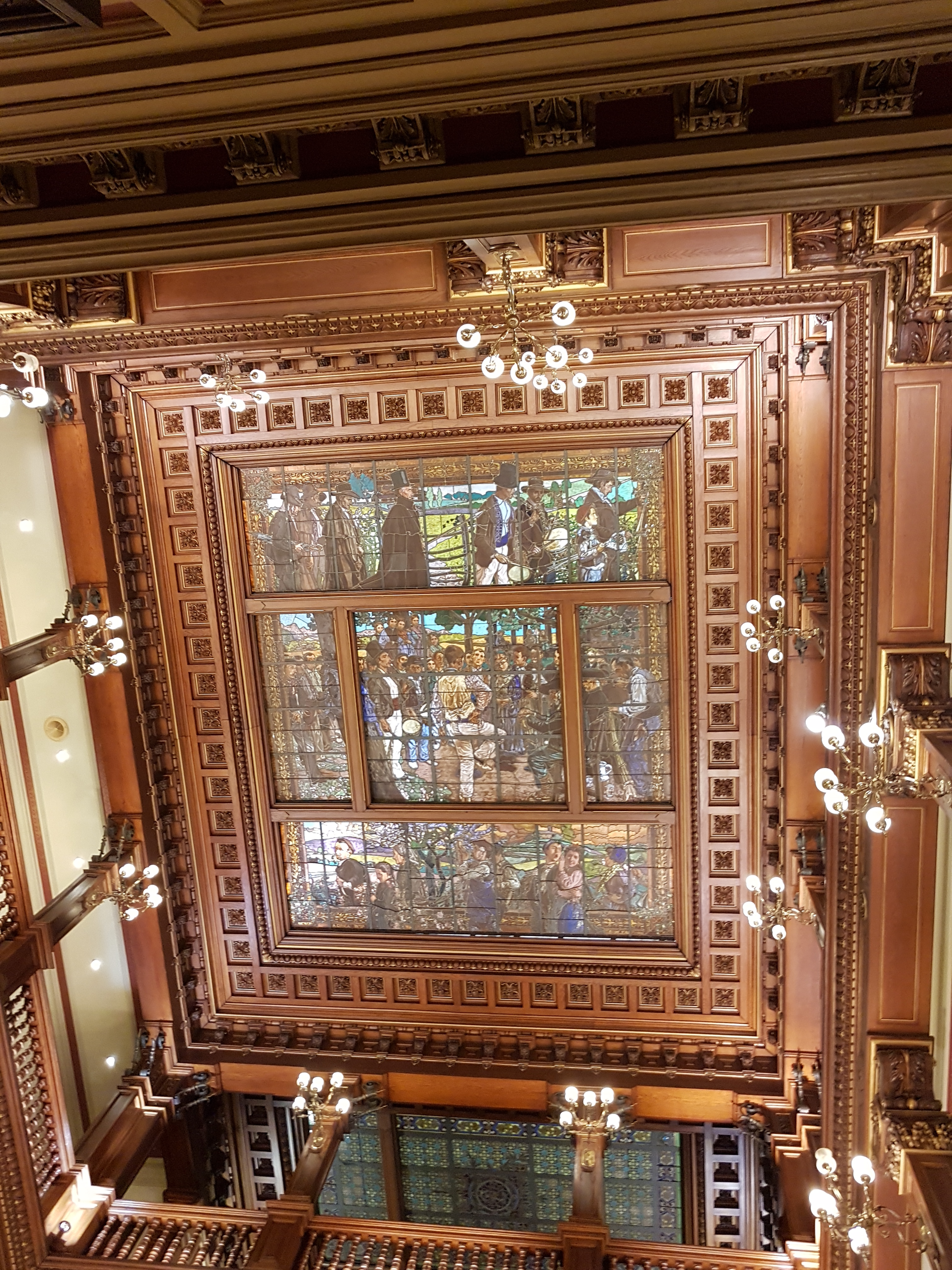
Vidrieras del Palacio de Ibaigane, 1900
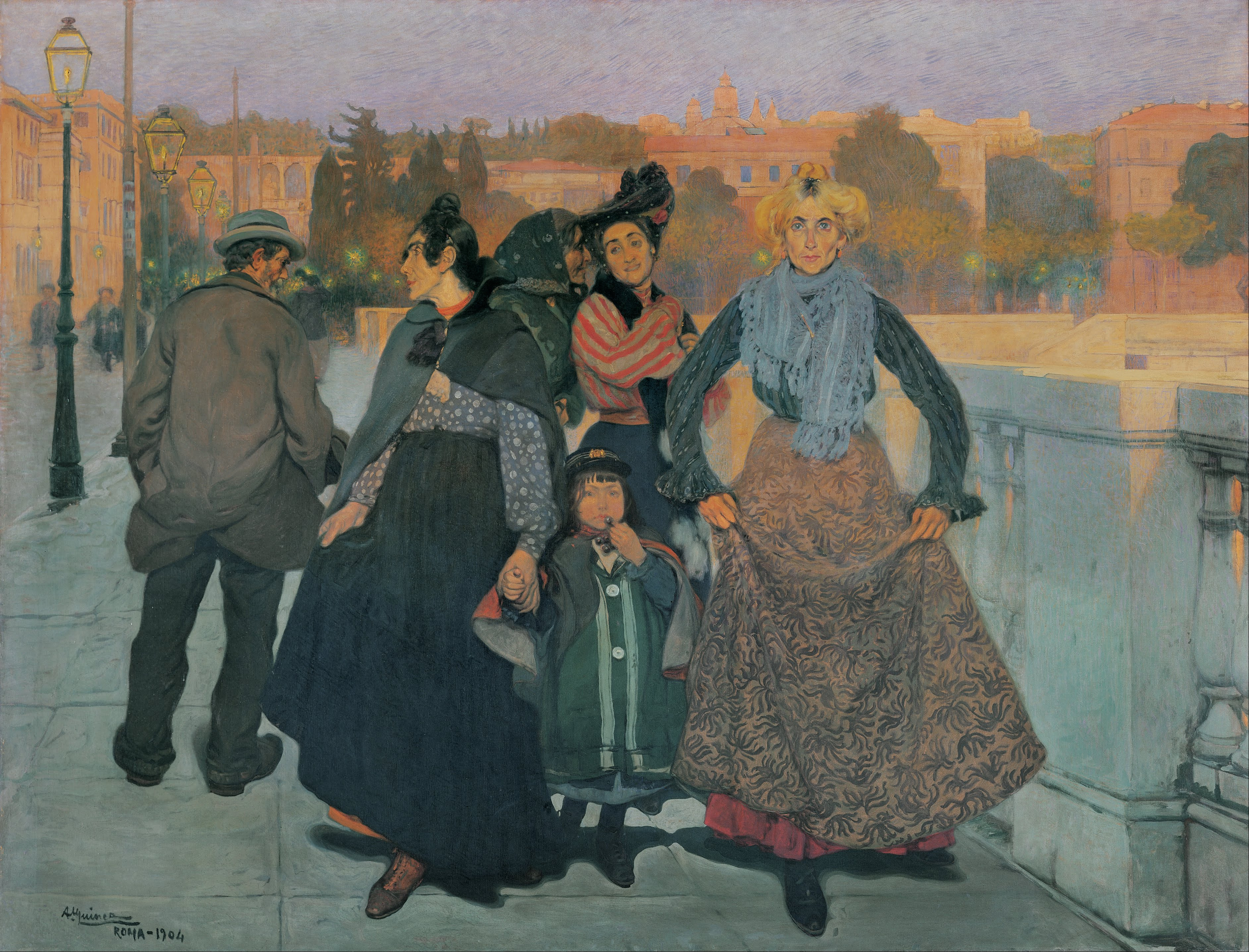
Puente de Roma (Museo de Bellas Artes de Bilbao), 1904